# Gustave-Adolphe Hirn
Pour les articles homonymes, voir Hirn.
Gustave-Adolphe Hirn, né le 21 août 1815 à Logelbach et mort le 14 janvier 1890 à Colmar, est un industriel et physicien français, issu d'une prospère famille de fabricants de textile Haussmann ; le baron Haussmann était un de ses cousins.

## Contributions
Hirn est l'auteur d'expériences sur la vitesse limite des gaz en 1839, sur l'effet thermique du travail en 1840, sur les ventilateurs en 1845 et sur les méthodes d'essai des moteurs thermiques. Dès 1855, il construit des machines à vapeur pour lesquelles il pratique la surchauffe.
Gustave Adolphe Hirn procède au cours de sa carrière à de nombreuses expériences en démontrant dans les moteurs animés la pertinence du principe de Carnot : l'équivalence de l'énergie thermique et de l'énergie mécanique. Son ouvrage de 1868, Conséquences philosophiques et métaphysiques de la thermodynamique, est considéré comme une œuvre majeure du XIXe siècle. En effet, il déduit de ses travaux une équation d'état faisant apparaître à la fois la notion de volume libre et de pression interne, notions qui réapparaîtront avec les travaux de van der Waals avec une conception corpusculaire différente.
Il fut critique de la théorie cinétique des gaz et en débattit avec Clausius.
De nombreux détails sont fournis sur cet auteur et sa paternité ainsi que sa filiation théorique dans : Gleyse J. L'Instrumentalisation du corps, Paris, L'Harmattan, 1997.
Gustave-Adolphe Hirn est également un violoniste confirmé qui recommande l'utilisation de la gamme tempérée.

## Publications
- Recherches sur l'équivalent mécanique de la chaleur, Colmar, 1858
- Mémoire sur la thermodynamique, 1867
- Conséquences philosophiques et métaphysiques de la thermodynamique : analyse élémentaire de l'univers, Gauthier-Villars, Paris, 1868 (en ligne).
- Constitution de l'espace céleste, 1889
- Théorie mécanique de la chaleur. Première partie, exposition analytique et expérimentale de la théorie mécanique de la chaleur, Tome 1 et Tome 2, Gauthier-Villars (Paris), 1875-1876, Texte en ligne disponible sur LillOnum
- La musique et l'acoustique : aperçu général sur leurs rapports et sur leurs dissemblances, Gauthier-Villars (Paris), 1878, Texte en ligne disponible sur LillOnum
- Recherches expérimentales sur la relation qui existe entre la résistance de l'air et sa température, 1882
- Recherches sur les lois de l'écoulement et du choc des gaz en fonction de la température, 1886
- Construction et emploi du métronome en musique, 1887

### Listes de publications
- Biographies alsaciennes avec portraits en photographie (lire en ligne)
- Liste des œuvres disponibles complètement et gratuitement chez Google livres

## Hommages

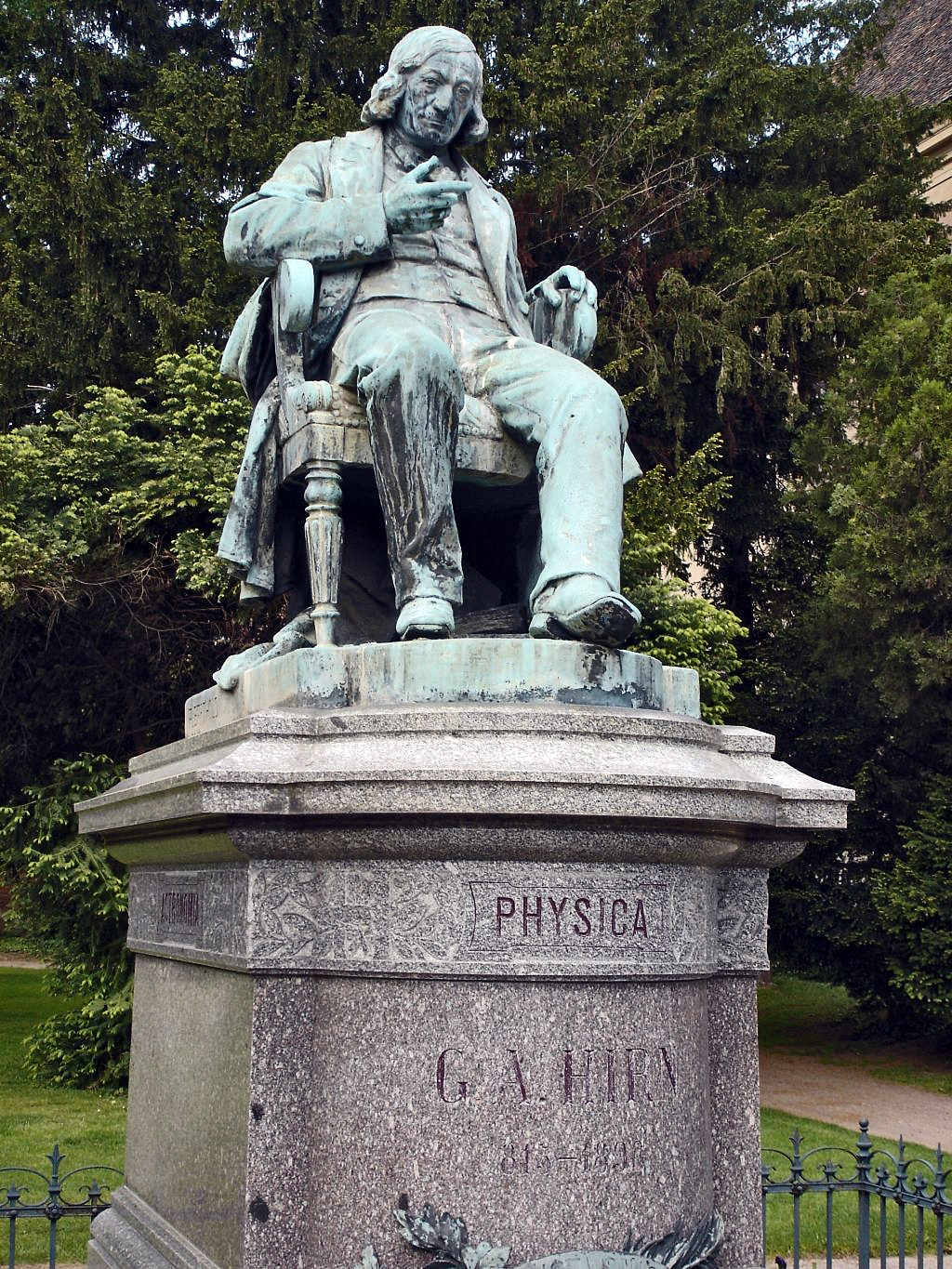
Monument réalisé par Bartholdi à Colmar

Une rue et un établissement scolaire de Colmar portent son nom. Une statue en bronze d'Auguste Bartholdi est inaugurée en 1894 dans le square de la chapelle Saint-Pierre.
Chaque année, un prix portant son nom récompense un travail de thèse dans la discipline de la tribologie. Le prix Hirn est traditionnellement remis à l'occasion des Journées Internationales Francophones de Tribologie.
Le cycle de Hirn, cycle thermodynamique avec surchauffe, est nommé d'après lui.